# Assemblée nationale (Sénégal)
Pour les autres articles nationaux ou selon les autres juridictions, voir Assemblée nationale.
XVe législature
Siège de l'Assemblée nationale
L'Assemblée nationale est l'institution monocamérale exerçant le pouvoir législatif du Sénégal. Composée de 165 députés élus selon un système mixte, elle siège à Dakar, la capitale du pays. 
Durant les périodes de bicamérisme de 1999 à 2001 et de 2007 à 2012, elle est la chambre basse du parlement tandis que le Sénat en est la chambre haute.

## Histoire
L'Assemblée nationale est instituée par la loi n°60-44 du 20 août 1960. Elle occupe le bâtiment situé sur la place Soweto, qui avait au préalable accueilli d'autres institutions. Inauguré le 22 novembre 1956, il héberge le Grand Conseil de l'Afrique-Occidentale française (AOF) de 1956 à 1959, puis l'Assemblée législative de la Fédération du Mali du 4 avril 1959 au 20 août 1960.
Depuis l'indépendance, la composition de l'Assemblée nationale enregistré plusieurs évolutions. De 1960 à 2017, l'effectif des députés a doublé passant de 80 à 165. En 1983, le président de la République Abdou Diouf décide de porter le nombre des députés de 100 à 120. En 1998, ce même président décide pour une deuxième fois d'augmenter le nombre des députés qui passe à 140. En 2001, le président Abdoulaye Wade décide de diminuer l'effectif qui redescend à 120. En 2007, lors de la onzième législature le nombre passe de 120 à 150, et depuis la treizième législature le nombre de députés est fixé à 165. 
| année | nombre de députés |
| ----- | ----------------- |
| 1960  | 80                |
| 1978  | 100               |
| 1983  | 120               |
| 1998  | 140               |
| 2001  | 120               |
| 2007  | 150               |
| 2017  | 165               |

L'Assemblée nationale a partagé par le passé le pouvoir législatif avec le Sénat, rétabli en mai 2007 après une suppression de plusieurs années puis à nouveau supprimé en 2012,,.

## Système électoral
L'Assemblée nationale est composée de 165 sièges pourvus pour cinq ans selon un mode de scrutin parallèle dans 54 circonscriptions électorales correspondant aux 46 départements du Sénégal auxquels s'ajoutent 8 circonscriptions de la diaspora. 
Sur ce total, 112 sièges sont pourvus au scrutin de liste majoritaire à raison d'un à sept sièges par circonscription, selon leur population. Les circonscriptions de la diaspora comportent entre un et trois sièges, pour un total fixé à quinze sièges. Les électeurs votent pour une liste bloquée de candidats et d'un nombre égal de suppléants, sans panachage ni vote préférentiel. La liste ayant reçu le plus de voix remporte tous les sièges à pourvoir dans sa circonscription. Dans celles ne comportant qu'un seul siège, le vote prend de fait la forme d'un scrutin uninominal majoritaire à un tour,,.
Les 53 sièges restants sont pourvus au scrutin proportionnel plurinominal sur la base du total des voix des partis additionnées au niveau national. Les deux systèmes opèrent indépendamment l'un de l'autre. Contrairement à un système mixte par compensation, les sièges à la proportionnelle ne sont pas attribués de manière que leurs additions à ceux du scrutin majoritaire fassent correspondre le total de sièges des partis à leurs parts des voix au niveau national. Chaque parti obtient une part des sièges pourvus à la proportionnelle correspondant à sa part des suffrages, auxquels s'ajoutent les sièges obtenus dans les circonscriptions à la majorité relative, donnant au scrutin une tendance majoritaire. La répartition des sièges se fait selon le système du quotient simple. Dans le cas de candidats indépendants, les sièges restants après le premier décompte sont attribués suivant la règle du plus fort reste,,.
La représentation de la diaspora intervient à la suite des changements apportés par le référendum constitutionnel de 2016. La diaspora sénégalaise compte en effet entre 2,5 et 3 millions de personnes pour une population au pays de 14 millions, pour laquelle elle contribue chaque année à l'équivalent d'un tiers du budget de 2017, soit 900 milliards de francs CFA (1,38 milliard d'euros). Les 15 députés élus pour la première fois en 2017 se répartissent dans 8 circonscriptions de 1 à 3 sièges découpées dans les régions du monde en fonction de l'importance de leur diaspora sénégalaise.
Les élections sont dissociées de l'élection présidentielle. Une loi sur la parité votée en 2010 garantit un nombre plus ou moins égal de femmes et d'hommes à l'Assemblée nationale, les listes de candidats et de suppléants devant alterner les candidats de l'un ou l'autre sexe. Dans le cas où un seul siège est à pourvoir dans la circonscription, le titulaire et le suppléant sont obligatoirement de sexes différents. Pour participer aux élections législatives, les partis doivent préalablement recueillir les signatures d'au moins 0,5 % des électeurs inscrits sur les listes électorales dans la moitié au moins des régions du pays, avec un minimum de mille signatures par région.
Une loi, votée en avril 2022, passe le nombre de députés élus au scrutin de liste majoritaire de 105 à 112 et le nombre de députés élus au scrutin proportionnel de 60 à 53.

### Répartition des sièges

#### Sur le territoire national
En application des dispositions de l'article L. 151 du Code électoral, le nombre de sièges pour le scrutin majoritaire pour les élections législatives du 17 novembre 2024, au niveau des départements situés sur le territoire national, est réparti comme suit :

#### À l'étranger
La répartition des sièges pour le scrutin majoritaire en ce qui concerne les départements de l'étranger est fixé comme suit conformément à l'article L.151 alinéas 3 et 4 du Code électoral :

## Liste des présidents
| Période     | Président en exercice         |
| ----------- | ----------------------------- |
| 1960 – 1968 | Lamine Guèye                  |
| 1968 – 1983 | Amadou Cissé Dia              |
| 1983 – 1984 | Habib Thiam                   |
| 1984 – 1988 | Daouda Sow                    |
| 1988 – 1993 | Abdoul Aziz Ndaw              |
| 1993 – 2001 | Cheikh Abdoul Khadre Cissokho |
| 2001 – 2002 | Youssou Diagne                |
| 2002 – 2007 | Pape Diop                     |
| 2007 – 2008 | Macky Sall                    |
| 2008 – 2012 | Mamadou Seck                  |
| 2012 – 2022 | Moustapha Niasse              |
| 2022 – 2024 | Amadou Mame Diop              |
| depuis 2024 | Malick Ndiaye                 |